# Anneau opposé
En algèbre, l'anneau opposé A0 ou Aop d'un anneau A possède le même groupe additif sous-jacent que A et sa multiplication est effectuée dans l'ordre opposé : si l'on note {\displaystyle \cdot _{A}} et  {\displaystyle \cdot _{A^{\rm {op}}}} les multiplications respectives de A et Aop, on a
{\displaystyle a\cdot _{A^{\rm {op}}}b=b\cdot _{A}a}.
La notion d'anneau opposé permet d'unifier l'étude des modules à gauche et des modules à droite, car les modules à droite sur un anneau sont exactement les modules à gauche sur l'anneau opposé.

## Propriétés
A et Aop ont même zéro et (le cas échéant) même unité. L'égalité A = Aop a lieu si et seulement si A est commutatif. En particulier, si A est un corps, Aop aussi.
Si A est un corps gauche (également appelé anneau à division) qui n'est pas commutatif, l'anneau opposé de A est lui aussi un corps gauche non commutatif. Dans ce cas, on parle parfois du « corps opposé de A » plutôt que de « l'anneau opposé de A ».
Toute K-algèbre A est isomorphe à l'opposée de la K-algèbre des endomorphismes du A-module A :
{\displaystyle A\simeq \left({\rm {End}}_{A}(A)\right)^{\rm {op}}}.